# Sacrario militare di Passo Resia
Il sacrario militare di Passo Resia (in tedesco Beinhaus Burgeis) è un sacrario militare che si trova lungo la strada statale che da Merano conduce al valico di confine di passo Resia. È sito nel comune di Malles, nella frazione di Burgusio.

## Storia

L'ossario di Burgusio danneggiato dall'attentato terroristico del 10 ottobre 1982

Il sacrario fu realizzato dall'architetto Giovanni Greppi e dallo scultore Giannino Castiglioni nel 1939.
Esso ha la forma di un torrione a base circolare; i caduti sono sepolti nei loculi costruiti nelle pareti di porfido del piano superiore. Due scalinate rette da archi rampanti permettono l'ingresso al sacrario; una terza scalinata conduce alla zona prativa sita sul retro della struttura.
Tale sacrario fu profanato da un attentato (probabilmente compiuto da attivisti favorevoli alla secessione dell'Alto Adige dall'Italia) la notte del 10 ottobre 1982: i criminali irruppero nella struttura, fracassarono i loculi e sparsero le ossa dei Caduti tutt'attorno. In seguito a questi fatti, la struttura fu completamente restaurata.

## Caduti
Nel sacrario sono raccolti i resti di 312 caduti, nove dei quali sono ignoti, tutti provenienti dai cimiteri militari smantellati di dieci varie località dell'alta Val d'Adige. Va detto che nell'attuale Provincia di Bolzano non ci furono combattimenti durante la prima guerra mondiale. I caduti sono quindi provenienti da zone di guerra oggi comprese in altre province.

## Tabelle esplicative
Nel maggio del 2011, grazie ad una convenzione con lo Stato italiano, la provincia autonoma di Bolzano ha posto all'ingresso del sacrario di Burgusio, come già fatto a Colle Isarco, tabelle esplicative in tre lingue (italiano, tedesco e inglese), redatte da un gruppo di esperti, atte a spiegare il particolare contesto storico entro il quale furono eretti gli ossari, facendo esplicito riferimento al tentativo del regime fascista di strumentalizzare i caduti in guerra per scopi politici, usando le loro salme per rendere "sacri" i nuovi confini appena conquistati.

## link esterno / ulteriori approfondimenti
- Hannah Malone: -dead-heroes-in-mussolinis-italy/88DFC13B038C771687566F5E86DBFF1A The Fallen Soldier as Fascist Exemplar: Military Cemeteries and Dead Heroes in Mussolini’s Italy ('Il soldato caduto come modello fascista: cimiteri militari ed eroi morti nell'Italia di Mussolini'] (pubblicato online da Cambridge University Press il 7 gennaio 2022)